# Le Diable à quatre (Gluck)
Pour les articles homonymes, voir Le Diable à quatre.
Le Diable à quatre est un opéra comique en trois actes de Christoph Willibald Gluck. Le livret français de Michel-Jean Sedaine et de Pierre Baurans repose sur la traduction que Claude-Pierre Patu a faite de l'opéra-ballade (1731) de Charles Coffey intitulé The Devil to Pay, or The Wives Metamorphos’d. La première eut lieu à Laxenburg le 28 mai 1759. (Le même livret avait été mis en musique par François-André Danican Philidor et Jean-Louis Laruette et mis en scène sous le même titre le 19 août 1756 à Paris.) L'œuvre fut bien accueillie par le public. Joseph Haydn en utilisa une mélodie, celle de Je n’aimais pas le tabac beaucoup dans le premier mouvement de la Symphonie no 8, dite « Le Soir »,.
Klaus Hortschansky a fait remarquer que Le Diable à quatre est l'un des rares œuvres théâtrales où Gluck n'a pas inséré de musique d'œuvres précédentes ni n'en a tiré pour des œuvres postérieures.

## Rôles
| Rôle                                | Voix    |
| ----------------------------------- | ------- |
| La marquise                         | soprano |
| Le marquis                          | ténor   |
| Margot                              | soprano |
| Jacques, cordonnier, mari de Margot | baryton |
| Un astrologue                       | ténor   |

## Synopsis
Il s'agit de l'histoire d'une marquise méchante. Un astrologue que celle-ci avait refusé d'héberger dans son château la transforme en la femme de Jacques, cordonnier bourru, et la douce épouse de ce dernier en la marquise. Après que cela a servi de leçon à la véritable marquise, l'astrologue inverse l'ensorcellement.